# Michail Linge
Michail Innokent'evič Linge (in russo Михаил Иннокентьевич Линге?; Kaluga, 26 novembre 1958 – Mosca, 4 febbraio 1994) è stato un velocista sovietico, specializzato nei 400 metri piani.

## Biografia
Nel 1980 prese parte ai Giochi olimpici, dove conquistò la medaglia d'oro nella staffetta 4×400 metri con Remigijus Valiulis, Nikolay Chernetsky e Viktor Markin.
La sua carriera sportiva fu improvvisamente interrotta quando, l'11 marzo 1982, l'auto che stava guidando andò a finire contro un autobus in un incidente frontale. A causa dell'incidente Linge non fu più in grado di trovare un lavoro e dovette guadagnarsi da vivere con metodi poco leciti. A metà degli anni 1980 fu condannato a otto anni e mezzo di carcere con l'accusa di contrabbando, ai quali si aggiunge un ulteriore anno di detenzione in seguito ad un tentativo di fuga fallito. Nel 1990 fu rilasciato per buona condotta, ma dopo un fallito tentativo di ricostruzione della propria vita, cadde nuovamente nel tunnel della criminalità. Il 4 febbraio 1994 il corpo senza vita di Linge fu trovato sulle scale del suo condominio a Mosca: fu ucciso con un forte colpo alla testa, ma i suoi assassini non furono mai trovati.

## Palmarès
| Anno | Manifestazione  | Sede  | Evento                | Risultato | Prestazione | Note |
| ---- | --------------- | ----- | --------------------- | --------- | ----------- | ---- |
| 1980 | Giochi olimpici | Mosca | Staffetta 4×400 metri | Oro       | 3'01"1      |      |